# Flavio Chigi starejši
Flavio Chigi starejši, italijanski rimskokatoliški duhovnik, škof, knjižničar in kardinal, * 10. maj 1631, Siena, † 13. september 1693.

## Življenjepis
9. aprila 1657 je bil povzdignjen v kardinala in imenovan za kardinal-duhovnika S. Maria del Popolo.
21. junija 1659 je bil imenovan za knjižničarja Vatikanske knjižnice, 28. julija 1661 za prefekta Papeške signature in 29. novembra 1661 še za prefekta znotraj Rimske kurije.
18. marca 1686 je bil imenovan za kardinal-škofa Albana in 24. marca istega leta je prejel škofovsko posvečenje.
19. oktobra 1689 je bil imenovan za kardinal-škofa Porta e Santa Rufine.